# 꼬마 자전거 스피디
《꼬마 자전거 스피디》(스페인어: Bikes)은 2018년 공개된 스페인의 애니메이션 영화이다.

## 줄거리
따르릉 따르릉 비켜나세요~!
레이서 영웅을 꿈꾸는 꼬마 자전거의 위대한 모험!
마을에서 가장 빠른 꼬마 자전거 ‘스피디’는
언젠가 세계 최고의 레이서가 되겠다는 꿈을 가지고 있다.
레이싱 대회 1등으로 마을을 슈퍼스타가 된 ‘록’을 만난 ‘스피디’.
‘록’은 더 빠른 속도와 마을의 발전을 위해 자전거에
모두 휘발유 모터를 달아야 한다고 주장한다.
하지만 ‘스피디’는 마을을 오염시키는 휘발유 모터의 비밀을 알게 되고,
이를 막기 위한 레이싱 대결을 펼치기 시작하는데… 검은 연기로 가득 찰 위기에 처한 자전거 마을! 과연 ‘스피디’와 친구들은 마을을 지켜낼 수 있을까?